# Wilhelm Crohne
Wilhelm Crohne, né le 14 juillet 1880 à Berlin et mort par suicide le 26 avril 1945 à Nikolassee, fut un juriste nazi, président du Volksgerichtshof dans les derniers jours du Troisième Reich.

## Biographie
Magistrat, Crohne fait la Grande Guerre dans un tribunal militaire avec le rang de capitaine. En 1931, il adhère au Parti populaire allemand puis, fin 1932, au NSDAP. L'année suivante, il est directeur juridique du ministère prussien de la Justice. Le 1er mai 1933, il ordonne que tous les biens des syndicats allemands soient saisis par les commissaires du gouvernement, dans tous les États d'Allemagne.
En 1935, en tant que chef de service au ministère de la Justice du Reich, Crohne fait tout son possible pour empêcher la mise au camp du pasteur Martin Niemöller.
Fin 1942, Crohne est promu vice-président du Volksgerichtshof. À ce titre, il préside une chambre itinérante, le 2e sénat, qui fait la tournée des villes allemandes, dans le cadre de la répression qui vise les étrangers travaillant en Allemagne et les résistants déportés en vertu du décret Nacht und Nebel. Les juges sont un général retraité de la Luftwaffe, Hermann Stutzer, un vice-amiral retraité, Heino von Heimburg, le chef des Jeunesses hitlériennes Hans Kleeberg et le chef SA Kurt Lasch (de). Le 2e sénat du Volksgerichtshof juge, entre autres, des militants des mouvements de résistance de Combat Zone nord et de l'Armée des Volontaires.
Le 3 février 1945, Crohne succède à Roland Freisler en tant que président du Volksgerichtshof, suite au décès de celui-ci dans un bombardement aérien. Le 26 avril suivant, il meurt lui-même dans sa propriété de Nikolassee (près de Wannsee) en se suicidant, après avoir tué sa femme et sa fille.